# Joe Barlow
Joseph Israel Barlow, detto Joe (Riverton, 28 settembre 1995), è un giocatore di baseball statunitense, che gioca nel ruolo di lanciatore.